# Wiskaczoszczur
Wiskaczoszczur, salinoszczurek (Tympanoctomys) – rodzaj ssaków z rodziny koszatniczkowatych (Octodontidae). Ze względu na niewielki zasięg i specjalizację ekologiczną obydwa żyjące współcześnie należą do gatunków zagrożonych.

## Rozmieszczenie geograficzne
Żyjące gatunki są endemitami zamieszkującymi bardzo ograniczone obszary Argentyny. Zasięg występowania wiskaczoszczurów obejmuje 12 stanowisk (solnisk stepowych) na obszarze prowincji Mendoza, La Pampa, Neuquén, San Juan w środkowo-zachodniej części Argentyny, na wysokości 200–1500 m n.p.m. Tympanoctomys kirchnerorum obejmuje z kolei jedynie 5 stanowisk na obszarze prowincji Chubut w środkowo-południowej części Argentyny, w dolinie rzeki Chubut. Skamieniałości T. cordubensis odkryto w pobliżu argentyńskich miast Córdoba oraz Mar del Plata.

## Morfologia
Długość ciała (bez ogona) 111–160 mm, długość ogona 93–147 mm, długość ucha 13–19 mm, długość tylnej stopy 28–36 mm; masa ciała 50–104 g.

## Systematyka
Rodzaj zdefiniował w 1942 roku argentyński zoolog José Yepes w artykule zatytułowanym Zoogeografia koszatniczkowatych z Argentyny i opis nowego rodzaju, opublikowanym w czasopiśmie „Revista del Instituto de Bacteriología”. Gatunkiem typowym jest (oryginalne oznaczenie) wiskaczoszczur czerwonawy(T. barrerae). 

### Etymologia
- Tympanoctomys: Tympanoctomys wykazują duże podobieństwo do pozostałych członków rodziny koszatniczkowatych[13], ale jedną z istotnych różnic w anatomii jest szczególnie rozwinięta kość bębenkowa[14] w części skroniowej czaszki. Ta cecha została zasygnalizowana w nazwie rodzajowej: gr. τυμπανον tumpanon czyli ‘bęben’. Człon „octo-” w nazwie rodzajowej odnosi się do wspólnej cechy gryzoni z rodziny Octodontidae, u których powierzchnia żucia trzonowców ma charakterystyczny kształt ‘ósemki’. Końcowa część nazwy to greckie μυς mus, μυος muos ‘mysz’[14].
- Salinoctomys: Salinas Grandes, La Rioja, Argentyna: łac. octo ‘osiem’; gr. μυς mus, μυος muos ‘mysz’[3]. Typ nomenklatoryczny (oznaczenie monotypowe): Salinoctomys loschalchalerosorum Mares, Braun, Barquez & M.M. Díaz, 2000.

### Podział systematyczny
Do rodzaju należą następujące występujące współcześnie gatunki: 
| Grafika | Gatunek                           | Autor i rok opisu                                 | Nazwa zwyczajowa           | Podgatunki         | Rozmieszczenie geograficzne                                                                                    | Podstawowe wymiary                                | Status IUCN |
| ------- | --------------------------------- | ------------------------------------------------- | -------------------------- | ------------------ | --- | ------------------------------------------------- | ----------- |
|         | Tympanoctomys barrerae            | B. Lawrence, 1941                                 | wiskaczoszczur czerwonawy  | gatunek monotypowy | niejednolicie w suchych miejscach w San Juan, Mendoza, La Pampa i Neuquén; zakres wysokości: 300–1400 m n.p.m. | DC: 12,5–16 cm DO: 9,3–14,7 cm MC: 52–104 g       | NT          |
|         | Tympanoctomys loschalchalerosorum | (Mares, J.K. Braun, Barquez & M.M. Díaz, 2000)    | salinoszczurek argentyński | gatunek monotypowy | znany z południowo-zachodniego Quimilo (La Rioja); zakres wysokości: 500–600 m n.p.m.                          | DC: 14,4–15,6 cm DO: 11,1–11,9 cm MC: brak danych | CR          |
|         | Tympanoctomys kirchnerorum        | Teta, Pardiñas, Udrizar-Sauthier & Gallardo, 2014 |                            | gatunek monotypowy | znany z obszaru w pobliżu Los Adobes (północny Chubut); zakres wysokości: około 500 m n.p.m.                   | DC: 11,1–13,6 cm DO: 11,1–12 cm MC: 50–80 g       | DD          |

Kategorie IUCN:  NT  – gatunek bliski zagrożenia,  CR  – gatunek krytycznie zagrożony,  DD  – gatunki o nieokreślonym stopniu zagrożenia.
Opisano również gatunek wymarły z plejstocenu dzisiejszej Argentyny:
- Tympanoctomys cordubensis (F. Ameghino, 1889)